# Кубанська волость
Кубанська волость — історична адміністративно-територіальна одиниця Одеського повіту Херсонської губернії.
Станом на 1886 рік складалася з єдиного поселення, єдиної сільської громади. Населення — 2058 осіб (1066 чоловічої статі та 992 — жіночої), 254 дворових господарства.
|                     | Площа, десятин | У тому числі орної, дес. |
| ------------------- | -------------- | ------------------------ |
| Сільських громад    | 7824           | 5239                     |
| Приватної власності | 1794           | 688                      |
| Казенної власності  | —              | —                        |
| Іншої власності     | —              | —                        |
| Загалом             | 9618           | 5927                     |

Поселення волості:
- Кубанка — колонія німців при річці Кубанка за 25 верст від повітового міста, 2058 осіб, 254 двори, православна церква, школа, школа, 5 лавок.